# Confine tra El Salvador e Guatemala

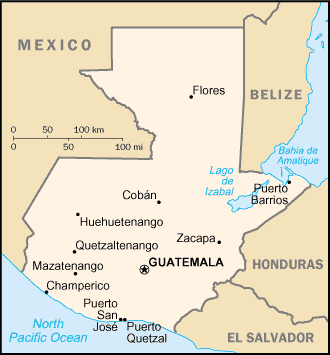
Mappa del Guatemala con indicati i confini

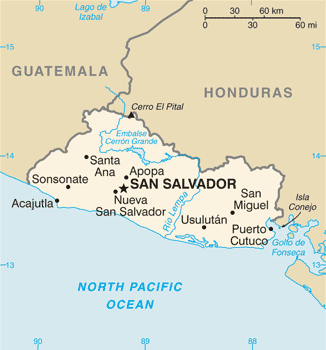
Mappa di El Salvador

Il confine tra El Salvador e Guatemala descrive la linea di demarcazione tra questi due stati. Ha una lunghezza di 203 km.

## Caratteristiche
La linea di confine interessa la parte sud del Guatemala e quella ovest di El Salvador. Ha un andamento generale da nord-est verso sud-ovest.
Inizia alla triplice frontiera tra El Salvador, Guatemala e Honduras e termina sulla costa dell'Oceano Pacifico.